# John William O'Malley
John William O'Malley, S.I. (Tiltonsville, 11 giugno 1927 – Baltimora, 11 settembre 2022), è stato un presbitero e storico statunitense.
Ha insegnato al Dipartimento di Teologia e Studi Religiosi dell'Università di Georgetown a Washington ed era un esperto ampiamente riconosciuto della storia religiosa dell'Europa della prima età moderna, specializzato sul Concilio di Trento e sul Concilio Vaticano I.

## Biografia
John William O'Malley nacque a Tiltonsville, nell'Ohio, l'11 giugno 1927.
Nel 1946 entrò nel noviziato di Milford nella Provincia di Chicago della Compagnia di Gesù. Studiò filosofia al West Baden College di West Baden Springs per tre anni. Poi fu docente di storia alla Saint lgnatius High School di Chicago. Nel 1956 tornò al West Baden per studiare teologia. Il 14 giugno 1959 fu ordinato presbitero. Venne quindi inviato in Austria per completare la sua formazione da gesuita e per imparare il tedesco con l'obiettivo di preparare una tesi di dottorato sulla storia della Chiesa in Germania. Poi cambiò idea e decise di concentrarsi sulla storia dell'Italia. Il 15 agosto 1963 emise la professione solenne nella cappella della casa "Sant'Andrea Bobola" a Boston. Completò gli studi di dottorato presso l'Accademia Americana di Roma e presso la Villa I Tatti di Firenze. Fu presente a Roma nel periodo del Concilio Vaticano II. Nel 1965 conseguì il dottorato di ricerca in storia della Chiesa nel Rinascimento presso l'Università di Harvard con un elaborato su Egidio da Viterbo, poi pubblicato.
Insegnò all'Università di Detroit per quattordici anni e come distinguished professor di storia della Chiesa presso la Weston Jesuit School of Theology di Cambridge per quasi tre decenni. Più recentemente fu professore di teologia all'Università di Georgetown a Washington. Fu presidente della Renaissance Society of America dal 1998 al 2000 e dell'American Catholic Historical Association.
Come professore invitato insegnò all'Università di Harvard, all'Università del Michigan, al Boston College, all'Università Fordham di New York e all'Università di Oxford.
Nella primavera del 2020 lasciò l'insegnamento.
Le sue principali aree di ricerca furono la cultura religiosa dell'Europa della prima età moderna, in particolare l'Italia, nonché il Concilio Vaticano II e la storia del XVI secolo. Era considerato il decano degli storici dei gesuiti ed era uno dei massimi esperti in materia di cattolicesimo della prima età moderna. A lui spetta il merito di aver liberato la ricerca sui gesuiti dal polveroso specialismo romano-centrico. Il suo libro del 1993 I primi gesuiti raggruppa i primi approcci per una rivalutazione dell'ordine dei gesuiti. Questo saggio fu tradotto in dodici lingue. Nello stesso anno vennero pubblicate raccolte di saggi sul rapporto tra religione e cultura nel XVI secolo. Seguì nel 2004 una panoramica della storia della cultura e delle idee nella prima età moderna: Quattro culture dell'Occidente. Il suo libro del 2013 Trento. Il racconto del Concilio è un'introduzione alla storia del Concilio di Trento, un'opera che in precedenza mancava nella saggistica in lingua inglese. Nel 2014 pubblicò una breve storia della Compagnia di Gesù e nel 2016 diede alle stampe I gesuiti e il Papa. Saggi selezionati di O'Malley compaiono nel primo volume della nuova serie Jesuit Studies dell'editore Brill.
O'Malley ricevette molti premi e onorificenze per le sue ricerche. Conseguì la medaglia del centenario della Graduate School of Arts dell'Università di Harvard e il Premio Jacques Barzun dell'American Philosophical Society nel 1993 per il suo lavoro sui gesuiti; il Premio Philip Schaff dall'American Society of Church History nel 1996; la medaglia Johannes Tassen dall'Università Cattolica d'America a Washington, il premio della Society for Italian Historical Studies nel 2002 e il premio Paul Oskar Kristeller alla carriera della Renaissance Society of America nel 2005. Il suo libro Trento. Il racconto del Concilio venne insignito del Premio John Gilmary Shea.
Fu eletto membro dell'American Academy of Arts and Sciences nel 1995, dell'American Philosophical Society nel 1997 e dell'Accademia di San Carlo nel 2001. Fece parte anche dell'Accademia americana di Roma, della Fondazione Guggenheim e dell'American Council of Learned Societies.
Ricevette diversi dottorati honoris causa da diversi atenei tra i quali la Università Marquette di Milwaukee, il St. Michael's College, l'Università di Toronto e la Sacred Heart University di Fairfield.
Morì nella comunità dei gesuiti "Colombiere" di Baltimora l'11 settembre 2022 all'età di 95 anni dopo una breve malattia. Le esequie si tennero il 17 settembre nella chiesa della Santissima Trinità a Washington. È sepolto nel cimitero della comunità gesuita dell'Università di Georgetown a Washington.

## Opere

### Autore
- John W. O'Malley, Giles of Viterbo on church and reform. A study in Renaissance thought, Leida, E.J. Brill, 1968,  pp. xii, 215.
- John W. O'Malley, Praise and Blame in Renaissance Rome: Rhetoric, Doctrine, and Reform in the Sacred Orators of the Papal Court, c. 1450-1521, Durham, Duke University Press, 1979,  pp. xii, 276, ISBN 978-0822304289.
- John W. O'Malley, Rome and the Renaissance: studies in culture and religion, Londra, Variorum Reprints, 1981,  p. 320, ISBN 978-0860780731.
- John W. O'Malley, Tradition and Transition: Historical Perspectives on Vatican II, Wilmington, DE, M. Glazier, 1989,  p. 191, ISBN 978-0788099267.
- John W. O'Malley, The First Jesuits, Cambridge, MA, Harvard University Press, 1993,  p. 455, ISBN 978-0674303133.
- John W. O'Malley, Religious Culture in the Sixteenth Century: Preaching, Rhetoric, Spirituality, and Reform, Brookfield, VT, Variorum Reprints, 1993,  pp. x, 282, ISBN 978-0860783695.
- John W. O'Malley, Trent and All That: Renaming Catholicism in the Early Modern Era, Cambridge, MA, Harvard University Press, 2000,  p. 240, ISBN 978-0674041684.
- John W. O'Malley, Four Cultures of the West, Cambridge, MA, Harvard University Press, 2004,  p. 272, ISBN 978-0674041691.
- John W. O'Malley, What Happened at Vatican II, Cambridge, MA, Harvard University Press, 2008,  pp. xi, 380, ISBN 978-0674031692.
- John W. O'Malley, Trent: What Happened at the Council, Cambridge, MA, The Belknap Press of Harvard University Press, 2013,  p. 335, ISBN 978-0674066977.
- John W. O'Malley, The Jesuits: A History from Ignatius to the Present, New York, Rowman & Littlefield, 2014,  pp. xviii, 137, ISBN 978-1538104293.
- John W. O'Malley, The Jesuits and the Popes: A Historical Sketch of Their Relationship, Filadelfia (PA), Saint Joseph's University Press, 2016,  p. 149, ISBN 978-0916101916.
- John W. O'Malley, Vatican I: The Council and the Making of the Ultramontane Church, Cambridge (MA), Belknap Press of Harvard University Press, 2018,  p. 307, ISBN 978-0674979987.
- John W. O'Malley, The education of a historian: a strange and wonderful story, Filadelfia, PA, Saint Joseph's University Press, 2021,  p. 192, ISBN 978-0916101121.

### Curatore
- Daniel J. Harrington, John W. O'Malley e Lucien Joseph Richard (a cura di), Vatican II, the Unfinished Agenda: A Look to the Future, New York, NY, Paulist Press, 1987,  pp. iii, 223, ISBN 978-0809129270.
- John W. O'Malley (a cura di), Catholicism in Early Modern History: A Guide to Research, St. Louis, MO, Center for Reformation Research, 1988,  p. 342, ISBN 978-0910345026.
- John W. O'Malley e Louis A. Perraud (a cura di), Desiderius Erasmus, Spiritualia, Toronto, University of Toronto Press, 1988.
- John W. O'Malley, John W. Padberg e Vincent T. O'Keefe (a cura di), Jesuit Spirituality: A Now and Future Resource, Chicago, IL, Loyola University Press, 1990,  pp. x, 77.
- John W. O'Malley, Thomas M. Izbicki e Gerald Christianson (a cura di), Humanity and Divinity in Renaissance and Reformation: Essays in Honor of Charles Trinkaus, New York, NY, E.J. Brill, 1993,  pp. VIII, 325, ISBN 978-9004098046.
- John W. O'Malley (a cura di), The Jesuits: Cultures, Sciences, and the Arts, 1540-1773, Toronto, University of Toronto Press, 1999,  pp. XX, 772, ISBN 978-0802042873.
- John W. O'Malley e Gauvin Alexander Bailey (a cura di), The Jesuits and the Arts: 1540-1773, Filadelfia, Saint Joseph's University Press, 2005,  pp. xv, 477, ISBN 978-0916101527.
- John W. O'Malley (a cura di), The Jesuits II: Cultures, Sciences, and the Arts, 1540-1773, Buffalo, NY, University of Toronto Press, 2006,  pp. XXXVI, 905, ISBN 978-0802038616.

### Edizioni in italiano
- John W. O'Malley, Quattro culture dell'Occidente, Milano, Vita e Pensiero, 6 settembre 2006,  p. 250, ISBN 978-8834313848.
- John W. O'Malley, Che cosa è successo nel Vaticano II, Milano, Vita e Pensiero, 17 gennaio 2013,  p. 400, ISBN 978-8834324448.
- John W. O'Malley, Storia dei papi, Roma, Fazi, 31 ottobre 2013,  p. 390, ISBN 978-8876251993.
- John W. O'Malley, Gesuiti. Una storia da Ignazio a Bergoglio, Milano, Vita e Pensiero, 30 aprile 2014,  p. 145, ISBN 978-8834326862.
- John W. O'Malley, Vaticano I. Il concilio e la genesi della Chiesa ultramontana, Milano, Vita e Pensiero, 28 novembre 2019,  p. 240, ISBN 978-8834338148.
- John W. O'Malley, Quando i vescovi si riuniscono. Un confronto tra i concili di Trento, Vaticano I e Vaticano II, Milano, Vita e Pensiero, 12 novembre 2020,  p. 132, ISBN 978-8834341407.
- John W. O'Malley, Trento. Il racconto del Concilio, Milano, Vita e Pensiero, 20 aprile 2021,  p. 276, ISBN 978-8834344880.
- John W. O'Malley, Chiesa e Riforma in Egidio da Viterbo. Uno studio sul pensiero del Rinascimento, a cura di Angelo Maria Vitale, Firenze, Nerbini International, 11 ottobre 2021,  p. 352, ISBN 978-8864347035.